# Chloridolum pulchricolle
Chloridolum pulchricolle är en skalbaggsart som först beskrevs av Schwarzer 1926.  Chloridolum pulchricolle ingår i släktet Chloridolum och familjen långhorningar.
Artens utbredningsområde är Filippinerna. Inga underarter finns listade i Catalogue of Life.